# Richard Cunningham McCormick

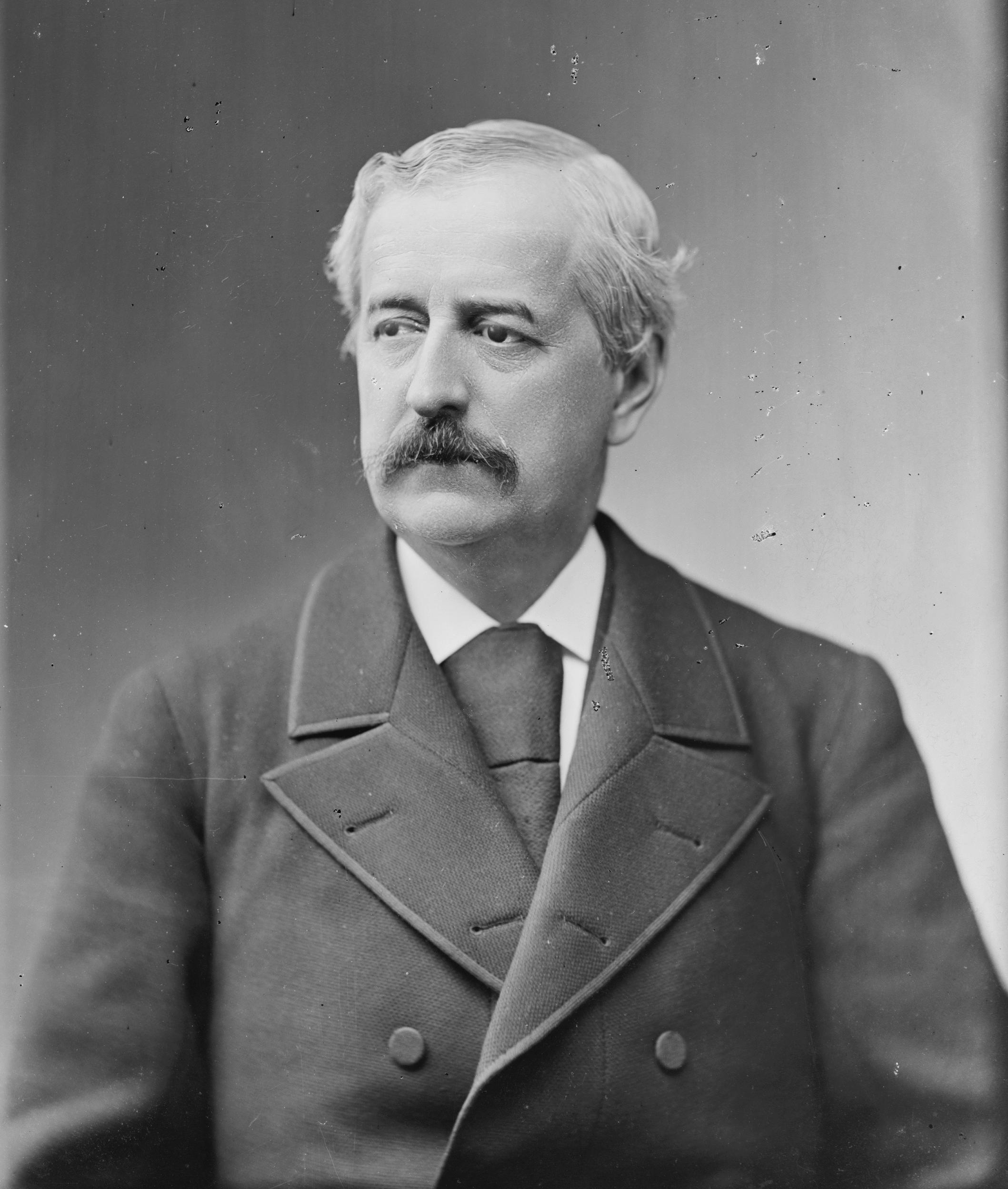
Richard C. McCormick

Richard Cunningham McCormick (* 23. Mai 1832 in New York City; † 2. Juni 1901 in Jamaica, Queens, New York) war ein US-amerikanischer Politiker. Er war der zweite Gouverneur des Arizona-Territoriums und vertrat dieses ebenso im US-Repräsentantenhaus wie den US-Bundesstaat New York.

## Werdegang
Richard McCormick wurde in New York geboren, wo er auch die Gemeinschaftsschulen besuchte. Anschließend arbeitete er 1852 an der Wall Street. Danach war er zwischen 1854 und 1855 als Zeitungskorrespondent in Sewastopol während des Krimkrieges tätig. Nach dem Krieg arbeitete er von 1857 bis 1859 als Redakteur beim Young Men's Magazine in New York. Als der Sezessionskrieg ausbrach, wurde er Korrespondent der New York Evening Post sowie des New York Commercial Advertiser bei der Army of the Potomac. Ferner war er 1862 als erster Chief Clerk beim Department of Agriculture tätig. Präsident Lincoln ernannte ihn 1863 zum Secretary des Arizona-Territoriums. Danach berief ihn Präsident Johnson 1866 zum Gouverneur des Territoriums. Ferner gründete er 1864 den Prescott Arizona Miner und 1870 den Tucson Arizona Citizen.
McCormick wurde als Delegierter des Arizona-Territoriums in den 31., 32. und den 33. US-Kongress gewählt. Er verblieb dort vom 4. März 1869 bis zum 3. März 1875; zur Wiederwahl trat er 1874 nicht mehr an. McCormick war 1872, 1876 und 1880 Delegierter bei den Republican National Conventions. Währenddessen kehrte er auch nach New York zurück. Ferner fungierte er 1876 als US-Kommissar bei der Centennial Exposition in Philadelphia. Anschließend war er 1877 First Assistant Secretary of the Treasury. Im nachfolgenden Jahr war er Generalkommissar bei der Paris Exposition, wo er durch den französischen Präsidenten als Commander in die Ehrenlegion aufgenommen wurde. Er lehnte auch 1877 die Ernennung zum Gesandten in Brasilien ab sowie 1879 in Mexiko. McCormick wurde als Republikaner in den 44. US-Kongress gewählt, dem er vom 4. März 1895 bis zum 3. März 1897 angehörte. Er entschied sich 1896 nicht zu Wiederwahl anzutreten. Danach war er Vorsitzender des Vorstands der State Normal School in Jamaica, New York. Er verstarb am 2. Juni 1901 in Queens und wurde auf dem Grace Churchyard beigesetzt.